# آتسوهیکو اجیری
آتسوهیکو اجیری (انگلیسی: Atsuhiko Ejiri؛ زادهٔ ۱۲ ژوئیهٔ ۱۹۶۷) بازیکن فوتبال اهل ژاپن است.
از باشگاه‌هایی که در آن بازی کرده‌است می‌توان به باشگاه فوتبال جف یونایتد ایچیهارا چیبا اشاره کرد.